# 答弁取引
答弁取引（とうべんとりひき、英: Plea bargain）とは、刑事手続において被告人の有罪答弁（自白）などと引き換えに訴えの対象を一部の訴因、または軽い罪のみに限る合意をいう。
なお、Plea bargain（答弁取引）に「司法取引」の訳が当てられることがあるが、司法取引の一種である答弁取引をそう呼ぶのは、厳密さに欠けるという指摘がある。司法取引には、答弁取引の他に、有罪答弁を求めることなく、捜査・公判への協力と引き換えに、供述や証言を不利益に利用しない、或いは、これに基づいて訴追しない、といった見返りを与える非公式刑事免責がある。

## 答弁合意
答弁合意は、検察官と被告人との間で答弁内容（有罪答弁をする対象となる訴追事実）や量刑について合意するもの。
一定の要件（例えばアメリカ法なら「任意かつ権利を理解した上での答弁」など）を満たしていると認められた場合には、合意に従った量刑がなされる。
アメリカ合衆国では、連邦刑事訴訟規則に規定があり、また、ウクライナ、バヌアツ（被告人からのみ提案できる）などでも採用されている。
一方、当事者が合意（「他人に関して虚偽の事実を述べない」といった条項など）を遵守しなかった場合には、判決の取消し原因となる。

## 和解合意
和解合意は、重大でない犯罪や私人訴追の犯罪について被疑者と被害者との間で刑事責任や量刑について合意をするもの。
ウクライナなどで採用されており、裁判所が和解合意を認容すると、被害者からは、被疑者に対して更なる処罰を求めることが出来なくなる。